# Giorgi Margvelashvili
Giorgi Parménovich Margvelashvili (georgiano: გიორგი მარგველაშვილი, Tiflis, 4 de septiembre de 1969) es un comentarista y político georgiano, fue  presidente de Georgia desde el 17 de noviembre de 2013 hasta el 16 de diciembre de 2018. Es un filósofo de la educación, fue dos veces rector del Instituto Georgiano de Asuntos Públicos de 2000 a 2006 y nuevamente de 2010 a 2012, cuando se convirtió en miembro parte del gabinete de Bidzina Ivanishvili como ministro de Educación y Ciencia de Georgia y en febrero de 2013 primer vice primer ministro. El 11 de mayo de 2013, Ivanishvili quien encabeza la coalición Sueño Georgiano lo nombró como candidato presidencial para las elecciones de octubre de 2013. Margvelashvili no es miembro de ningún partido político.

## Biografía
Giorgi Margvelashvili nació en Tiflis,  en la familia del ingeniero Teimuraz Margvelashvili (nacido en 1938) y de la psicóloga Mzeana Gomelauri (nacida en 1933). Margvelashvili se graduó de la Universidad Estatal de Tiflis en 1992 con una licenciatura en filosofía. Continuó su formación de posgrado en la Universidad Europea Central de Budapest, Hungría (1993-1994) y en el Instituto de Filosofía de la Academia de Ciencias de Georgia (1993-1996). En 1998, obtuvo un doctorado en Filosofía de la Universidad Estatal de Tiflis. [A principios de la década de 1990 trabajó como guía de montaña en la agencia de viajes del Cáucaso. Se unió a la oficina de Instituto Nacional Demócrata para los Asuntos Internacionales como consultor del programa en 1995 y trabajó para él antes de ser afiliado del Instituto de Asuntos Públicos de Georgia (GIPA), un centro de enseñanza conjunta entre Georgia y Estados Unidos, en el año 2000.  
Margvelashvili fue dos veces rector de la GIPA del 2000 al 2006 y, del 2010 al 2012. Entre sus dos periodos como rector, se dirigió departamento de investigación del GIPA desde 2006 hasta 2010. Durante estos años, fue comentarista de la política y de la sociedad de Georgia.
| Predecesor: Mijeíl Saakashvili | Presidente de Georgia 17 de noviembre de 2013 - 17 de noviembre de 2018 | Sucesor: Salomé Zurabishvili |